# Organopoda brevipalpis
Organopoda brevipalpis là một loài bướm đêm trong họ Geometridae.